# Decorate Decorate
Decorate Decorate — датская рок-группа.
Коллектив начал свою деятельность в 2006 году, и ему удалось занять первое место в датской радиопрограмме Det Elektriske Barometer («Электрический барометр»), выступив с песней «Surname Of Copenhagen». Кроме этого, они выступали на концертах совместно с такими группами, как Blue Foundation и британская Guillemots.
В мае 2007 года Decorate Decorate выпустили мини-альбом Normandie («Нормандия»), сингл «Karen» из которого вышел в ротацию на радиоканале DR P3 в программе «Электрический барометр» и быстро завоевал популярность среди радиослушателей.
27 апреля 2009 года группа выпустила альбом Instructions, а в сентябре того же года закончила своё существование.